# Ecuación integral
En matemáticas, una ecuación integral es aquella ecuación en la que una función desconocida aparece en el integrando. 
Existe una conexión estrecha entre las ecuaciones integrales y las ecuaciones diferenciales, de hecho, hay algunos problemas que pueden formularse como ecuación diferencial o como ecuación integral. Véase por ejemplo: ecuaciones de Maxwell o función de Green.

## Introducción
La ecuación integral más básica es la ecuación de Fredholm de primer tipo (o primera clase) dada por:
{\displaystyle f(x)=\int _{a}^{b}K(x,t)\,\varphi (t)\,dt.}
donde:
{\displaystyle \varphi } es una función desconocida,
{\displaystyle f} es una función conocida y
{\displaystyle K} es una función de dos variables llamada función Kernel.
Nótese que los límites de integración son constantes, esto precisamente es lo que caracteriza a una ecuación de Fredholm. 
Si la función desconocida, en ocasiones llamada función incógnita, aparece también fuera de la integral, entonces se tiene la ecuación de Fredholm de segundo tipo
{\displaystyle \varphi (x)=f(x)+\lambda \int _{a}^{b}K(x,t)\,\varphi (t)\,dt.}
El parámetro {\displaystyle \lambda } es un número desconocido que desempeña el mismo papel que el de un autovalor en álgebra lineal.
Si uno de los límites de integración es variable entonces la ecuación es llamada ecuación de Volterra, las siguientes dos ecuaciones son conocidas como ecuaciones de Volterra de primer y segundo tipo respectivamente:
{\displaystyle {\begin{aligned}f(x)&=\int _{a}^{x}K(x,t)\,\varphi (t)\,dt\\\varphi (x)&=f(x)+\lambda \int _{a}^{x}K(x,t)\,\varphi (t)\,dt.\end{aligned}}}
En todo lo anterior, si la función {\displaystyle f} es idénticamente nula, la ecuación integral se llama ecuación integral homogénea. Si {\displaystyle f\neq 0}, entonces se trata de una ecuación integral  no homogénea.

## Clasificación
Las ecuaciones integrales se clasifican según tres criterios dicotómicos que combinados dan ocho tipos de ecuaciones diferentes:
- Límites de integración:
  - Ambos fijos: Ecuación integral de Fredholm
  - Uno de ellos variable: Ecuación integral de Volterra
- Lugar donde aparece la función incógita:
  - Únicamente dentro de la integral: ecuación integral de primera clase
  - Tanto dentro de la integral como fuera: ecuación integral de segunda clase
- Homogeneidad, según {\displaystyle f} sea o no nula:
  - Si {\displaystyle f} es idénticamente cero: ecuación integral homogénea.
  - Si {\displaystyle f} no es nula: ecuación integral no homogénea.

Las ecuaciones integrales son importantes en muchas aplicaciones. Los problemas en los que aparecen las ecuaciones integrales incluyen los problemas de transferencia de energía por radiación, el problema de vibraciones de una cuerda o una membrana, los problemas de viscoelasticidad y algunos problemas de campos electromagnéticos. Algunos de estos otros problemas también pueden plantearse en términos de ecuaciones diferenciales.
Tanto las ecuaciones de Fredholm como las de Volterra, son ejemplos de ecuaciones integrales lineales, debido a la linealidad de la integral respecto a la función incógnita {\displaystyle \varphi (x)} situada bajo la integral. Un ejemplo de ecuación lineal de Volterra no lineal tendría la forma general:
{\displaystyle \varphi (x)=f(x)+\lambda \int _{a}^{x}K(x,t)\,F(x,t,\varphi (t))\,dt.}
donde {\displaystyle F} es una función conocida.

## Solución utilizando series de potencias
En muchos casos, si el Kernel de la ecuación integral es de la forma {\displaystyle K(xt)} y la transformada de Mellin de {\displaystyle K(t)} existe entonces podremos encontrar la solución a la ecuación integral
{\displaystyle g(s)=s\int _{0}^{\infty }dtK(st)f(t)}
en la forma de una serie de potencia  
{\displaystyle f(t)=\sum _{n=0}^{\infty }{\frac {a_{n}}{M(n+1)}}\;t^{n}}
donde
{\displaystyle {\begin{aligned}g(s)&=\sum _{n=0}^{\infty }a_{n}s_{-n}\\M(n+1)&=\int _{0}^{\infty }dtK(t)t^{n}\end{aligned}}}
son la transformada {\displaystyle Z} de la función {\displaystyle g(s)} y {\displaystyle M(n+1)} es la transformada de Mellin del Kernel.

## Ecuaciones integrales como una generalización de ecuaciones de autovalores
Algunas ecuaciones integrales lineales homogéneas pueden ser vistas como el límite continuo de un problema de autovalores, usando la notación de índices, una ecuación de autovalores en un espacio vectorial de dimensión finita puede escribirse como:
{\displaystyle \sum _{j=1}^{n}M_{ij}v_{j}=\lambda v_{i}}
donde {\displaystyle \mathbf {M} =[M_{ij}]} es una matriz, {\displaystyle \mathbf {v} } uno de sus eigenvectores y {\displaystyle \lambda } es el autovalor asociado.
Haciendo el límite continuo mediante el cambio de los índices discretos {\displaystyle i} y {\displaystyle j} por los índices continuos {\displaystyle x} y {\displaystyle y} se tiene:
{\displaystyle \int \mathrm {d} y\,K(x,y)\varphi (y)=\lambda \varphi (x)}
donde la suma sobre {\displaystyle j} ha sido substituida por una integral sobre {\displaystyle y} y la matriz {\displaystyle M_{i,j}} y el vector {\displaystyle v_{i}} han sido substituidos por el "núcleo integral" {\displaystyle K(x,y)} y la autofunción {\displaystyle \varphi (y)} (los límites de la integral son fijos de manera análoga a la suma sobre {\displaystyle j}).
En general, {\displaystyle K(x,y)} puede ser una distribución o función generalizada, más que una función ordinaria. Si la distribución {\displaystyle K} tiene soporte sólo en el punto {\displaystyle x=y}, entonces la ecuación integral se reduce a una ecuación diferencial de autovalores.

## Ecuaciones diferenciales reducidas a ecuaciones integrales
La formulación de muchos problemas matemáticos y físicos puede plantearse directamente en forma de ecuación integral. Incluso en ocasiones puede interesar convertir una ecuación diferencial en una ecuación integral equivalente, con la ventaja de que la ecuación integral, aparte de incluir las condiciones de contorno, maneja un operador acotado (de hecho, frecuentemente, un operador compacto), mientras que el operador diferencial era en general no acotado. Esto último permite echar mano de varios resultados conocidos para operadores compactos para resolver un problema planteado en términos de ecuaciones integrales.

### Problemas de valor inicial
Dadas tres funciones {\displaystyle \alpha (x),\beta (x),g(x)\,} definidas en el intervalo {\displaystyle [a,b]}, el problema de valor inicial siguiente:
{\displaystyle {\begin{cases}f''+\alpha f'+\beta f=g\\f(a)=k_{0},&f'(a)=k_{1}\end{cases}}}
puede convertirse en una ecuación integral integrando entre {\displaystyle a} y {\displaystyle x} y usando los valores iniciales en el punto a:
{\displaystyle f'(x)-k_{1}=-\alpha (x)f(x)-\int _{a}^{x}[\beta (s)-\alpha '(s)]f(s)ds+\int _{a}^{x}g(s)ds+\alpha (a)k_{0}}
Integrando otra vez más:
{\displaystyle f(x)=\int _{a}^{x}\alpha (y)f(y)dy-\int _{a}^{x}dy\int _{a}^{y}[\beta (s)-\alpha '(s)]f(s)ds+\int _{a}^{x}dy\int _{a}^{y}g(s)ds+[\alpha (a)k_{0}+k_{1}](x-a)+k_{0}}
Utilizando las siguientes identidades y definiciones:
{\displaystyle {\begin{cases}\int _{a}^{x}dy\int _{a}^{y}F(s)ds=\int _{a}^{x}(x-{\bar {x}})F({\bar {x}})d{\bar {x}}\\g_{0}(x):=\int _{a}^{x}(x-{\bar {x}})g({\bar {x}})d{\bar {x}}+[\alpha (a)k_{0}+k_{1}](x-a)+k_{0}\\k(x,y):=-\alpha (x)-(x-y)[\beta (y)-\alpha '(y)]\end{cases}}}
La ecuación (1a) puede escribirse como ecuación integral de Volterra de segunda clase:
{\displaystyle f(x)-\int _{a}^{x}k(x,y)f(y)=g_{0}(x)}
Para una ecuación de orden {\displaystyle n} con condiciones iniciales:
{\displaystyle {\begin{cases}f^{(n)}(x)+\alpha _{1}f^{(n-1)}+\dots +\alpha _{n}f=g\\f(a)=k_{0},f'(a)=k_{1},\dots f^{(n-1)}(a)=k_{n}\end{cases}}}
se tiene una misma forma pero la forma para g0(x) y k(x,y) es más complicada.

### Problemas de contorno
De manera similar al caso anterior, dadas tres funciones {\displaystyle \alpha (x),\beta (x),g(x)\,} definidas en el intervalo [a, b], el problema de contorno siguiente:
{\displaystyle {\begin{cases}f''+\alpha f'+\beta f=g\\f(a)=k_{a},&f(b)=k_{b}\end{cases}}}
Puede expresarse como ecuación integral de tipo Fredholm:
{\displaystyle f(x)-\int _{a}^{b}k(x,y)f(y)=g_{0}(x)}
donde:
{\displaystyle g_{0}(x):=k_{a}\int _{a}^{x}(x-s)g(s)ds+{\frac {x-a}{b-a}}\left[k_{b}-k_{a}-\int _{a}^{b}(b-s)g(s)ds\right]}
{\displaystyle k(x,y)={\begin{cases}{\cfrac {x-a}{b-a}}[\alpha (y)-(b-y)(\alpha '(y)-\beta (y))]&x<y\\{\cfrac {x-b}{b-a}}\alpha (y)+[\alpha '(y)-\beta (y))]{\cfrac {(y-a)(x-b)}{b-a}}&y>x\end{cases}}}